# Grotta Remeron
La grotta Remeron è una delle numerose cavità naturali del territorio di Varese. 

## Accesso
L'accesso di tale grotta, situato in una posizione panoramica sul versante meridionale del massiccio del Campo dei Fiori verso il lago di Varese, si apre ad una quota di circa 750 m sul livello del mare nel comune di Comerio, all'interno di un sito di interesse comunitario. 

## Caratteristiche
L'interno della grotta, risultato di un lungo processo di erosione della roccia calcarea ad opera dell'acqua in un lunghissimo lasso di tempo, testimonia l'effettiva capacità erosiva del fenomeno del carsismo. Infatti la Remeron rivela uno sviluppo di circa 2.300 metri all'interno della montagna, seppure in maniera corticale (cioè con un andamento superficiale), raggiungendo una profondità massima di −252 metri rispetto all'ingresso principale. Il continuo stillicidio interno di acqua e le infiltrazioni delle falda hanno concorso alla formazione all'interno nella grotta Remeron di due specchi d'acqua interni: il lago Bertarelli (quota −175 m) ed il lago Binda (quota −210 m).

## Storia
L'interno della grotta, già nota precedentemente ma mai esplorata, venne percorso da una spedizione capitanata da Luigi Vittorio Bertarelli nel 1900. Questa spedizione, pur arrestandosi al primo lago ipogeo (rinominato Bertarelli in onore dell'esploratore), ebbe il merito di catalizzare l'attenzione sulla grotta Remeron, tanto che nel 1914, dopo la predisposizione di un percorso turistico interno al primo troncone della grotta, avvenne la prima apertura ufficiale al pubblico.